# Bondorf (Bad Honnef)
Bondorf ist ein Ortsteil der Stadt Bad Honnef im nordrhein-westfälischen Rhein-Sieg-Kreis.

## Geographie
Bondorf schließt sich nordöstlich an das Stadtzentrum an und erstreckt sich auf einem von Westen nach Osten zur Reichenberger Höhe, einer Randanhöhe des Siebengebirges bzw. des Rheinwesterwälder Vulkanrückens, ansteigenden Gelände der Mittelterrasse des Rheins. Nach Norden geht Bondorf fließend in den Ortsteil Rommersdorf über, im Osten wird es durch den Honnefer Stadtwald begrenzt. Da Bondorf inmitten der geschlossenen Bebauung der Bad Honnefer Stadtmitte liegt und keinen klassischen Ortskern aufweist, lässt sich sein Gebiet nur anhand historischer Grenzen definieren. Der Ortsteil reicht in etwa von der Bondorfer Straße im Nordosten bis zur Rommersdorfer Straße im Südwesten und umfasst dabei Höhenlagen zwischen 80 und 110 m ü. NHN.

## Geschichte

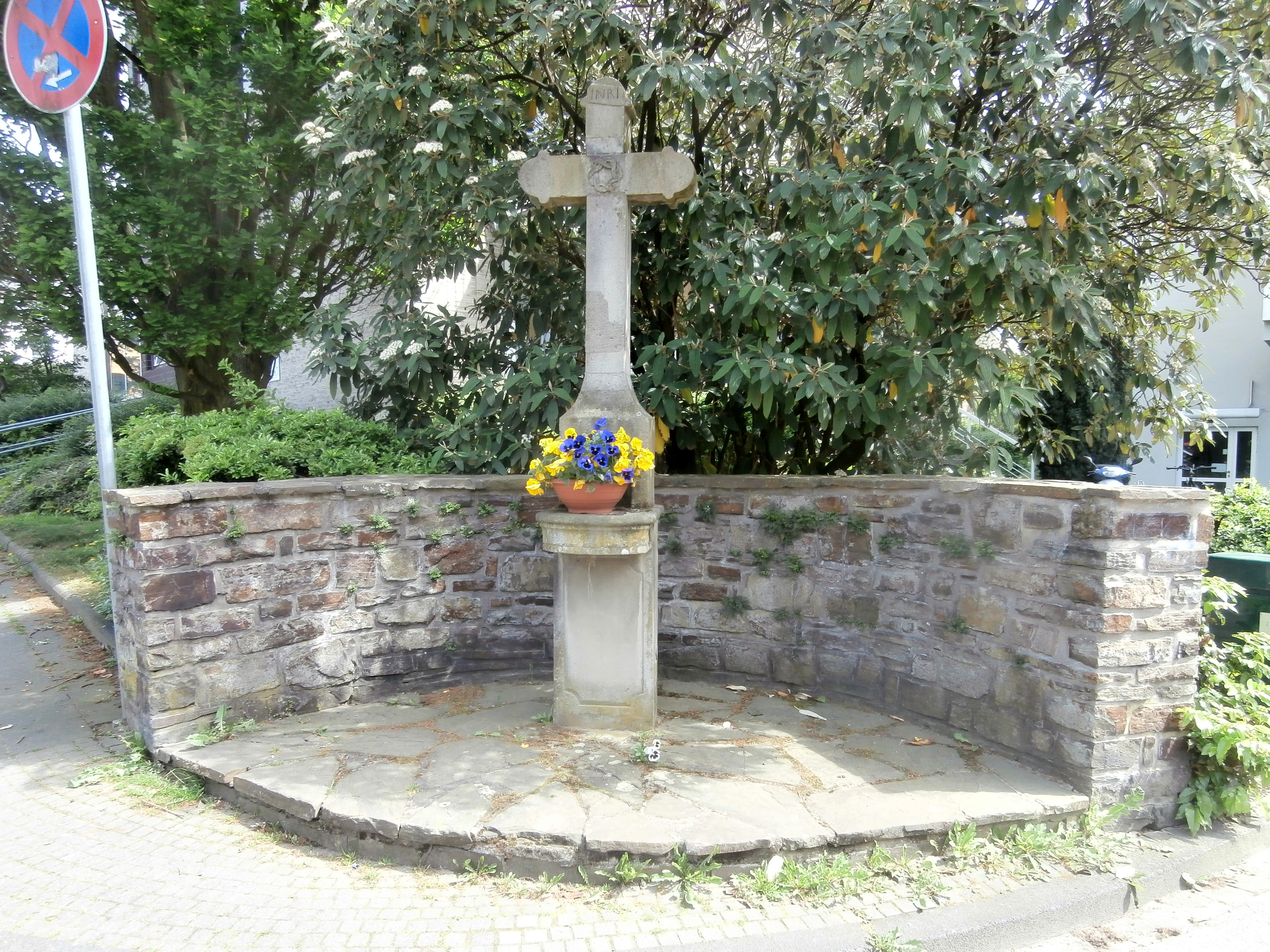
Wegekreuz zur Erinnerung an die Sakramentskapelle Domus Dei (2015)

Der Ortsname Bondorf, früher auch Bonndorf oder Bolendorf, beschreibt die Höhenlage der Ortschaft innerhalb der Honnefer Talweitung des Rheins. Landwirtschaftlich verwertbare Böden und die leichte Zugänglichkeit von Quellwasser aus dem Siebengebirge lösten vermutlich die Besiedlung des Ortes aus. Zur Bewässerung der bewirtschafteten Flächen diente neben einigen Brunnen als übermauerten Quellfassungen, darunter dem (1925 noch, aber heute nicht mehr bestehenden) Buchebonne auch ein später versandeter Teich als Brandweiher an der „Kütteldrief“ (Ecke Rommersdorfer/Bismarckstraße).:14 An dem zu Bondorf gehörenden heutigen Göttchesplatz (früher Kirschenmarkt) wurden Markt und Kirmes abgehalten. An der Südostecke des Platzes:14 (heutiges Hochhaus des Krankenhauses) befand sich die 1341 von Heinrich von Löwenburg und seiner Gemahlin gestiftete und erbaute Sakramentskapelle Domus Dei, deren Stiftungsgüter – darunter ein Feld („Peschfeld“):11, eine Wiese („Peschwiese“):11, ein Weingarten, Obst- und Weidenbäume mitsamt Ertrag – vormals zur Kirche der Ortschaft Reitersdorf gehörten. Das Dach der Kapelle brannte 1689 bei dem durch französische Truppen verursachten Großbrand zusammen mit einem Großteil Honnefs – der obere Teil von Bondorf blieb weitgehend unversehrt:100 – ab. Zudem gingen ihre Einkünfte im Laufe der Zeit verloren. Daher wurde sie 1762 abgerissen, das Grundstück verkauft und die Güter mit den Einkünften der Pfarre vereinigt. Das Sakramentshäuschen der Kapelle war zuvor in die Pfarrkirche verbracht worden; der mit dem Kirchweihfeste der Kapelle verbundene Jahrmarkt („Kirschenmarkt“) bestand noch etwa bis 1860. An die ehemalige Kapelle erinnert noch ein Wegekreuz am Göttchesplatz. Auf dem Platz wurde 1871/72 das städtische Fasseichungsamt (bis Ende der 1920er-Jahre bestehend) errichtet, was zu seinem zeitweiligen Namen Aichamtsplatz führte.:243–245
Bondorf war eine von sechs Honschaften, aus denen sich das Kirchspiel Honnef von 1555 bis zur Auflösung des Herzogtums Berg im Jahre 1806 zusammensetzte und aus denen anschließend die Gemeinde Honnef entstand. Sie grenzte im Norden an die Honschaft Rommersdorf, im Süden an die Honschaft Beuel und im Westen an die Honschaft Mülheim. Zu den frühen Grundherren in Bondorf gehörten das Adelsgeschlecht der Herren von Rennenberg mit einem Hofgericht sowie das Minoritenkloster Bonn mit einer Klause (an der Südwestecke des Göttchesplatzes). Die Jesuiten waren hier ab 1643 mit dem Sandhof – an der südlichen Seite der heutigen Bismarckstraße, zwischen der Einmündung von Reichenberger Straße und Im Gier –, einem vormaligen Statthalterhof der Herren von Loe und Nesselrode begütert. 1663 verzeichnete die Honschaft etwa 230 Einwohner, bei einer Landmaßbeschreibung des Kirchspiels Honnef im Jahre 1678 42 Hofstätten sowie 57 Morgen Weingärten. Die Weinbaufläche befand sich etwas mehr als hälftig in einheimischem Besitz und war die geringste unter den Honnefer Honschaften, ihr Anteil an der gesamten Landwirtschaftsfläche war mit 34 % leicht unterdurchschnittlich. 1746 wurden in Bondorf bei einer sogenannten „Kellervisitation“ 19 steuerpflichtige Winzerhöfe aufgesucht, wobei der festgestellte Rotwein-Anteil mit 114 Ohm bei 42 % lag.

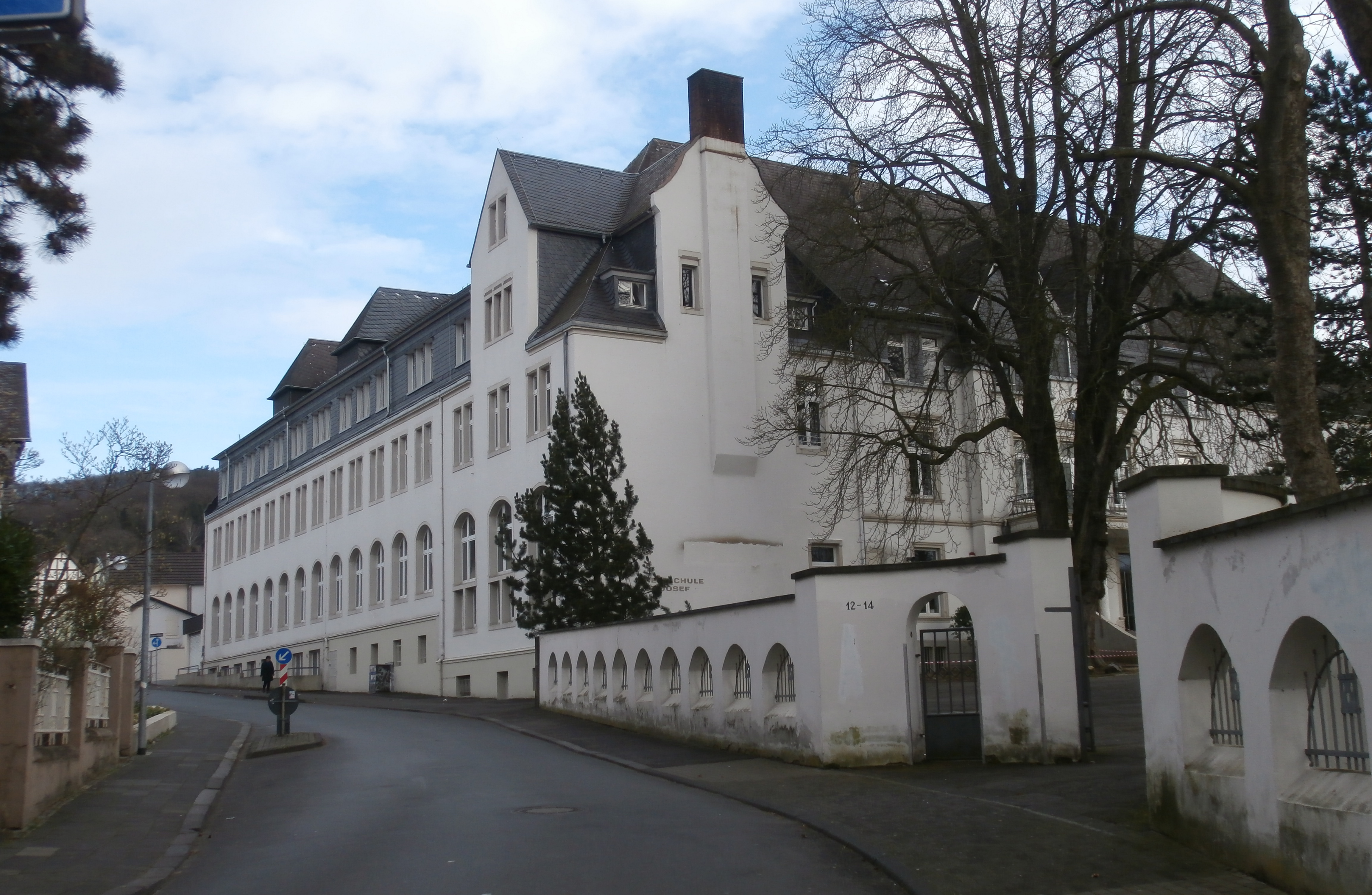
Realschule St. Josef, Flügel an der Bismarckstraße (2014)

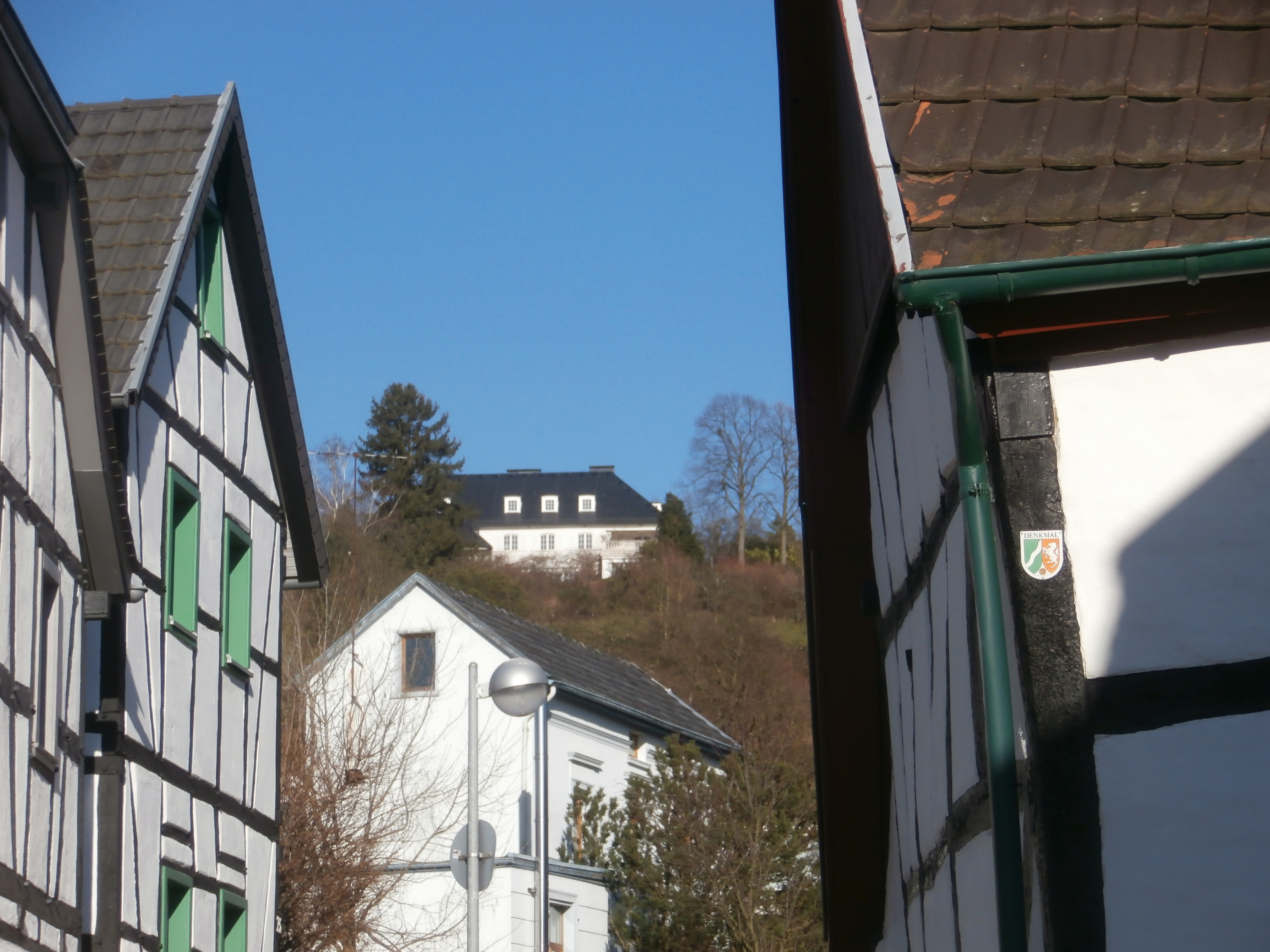
Blick von der Bismarckstraße zur Villa Heckenfels (2014)

1828 zählte Bondorf 286 und 1843 bereits 342 Einwohner. In den fünf Jahrzehnten nach der Stadterhebung von Honnef im Jahre 1862 wuchs Bondorf baulich mit den angrenzenden ehemaligen Honschaften zusammen, der Weinbau verlor an Bedeutung. Noch Ende des 19. Jahrhunderts erstreckte sich die Wohnbebauung weitestgehend entlang der Rommersdorfer und der von Villen des Historismus geprägten Bismarckstraße. Am westlichen Rand von Bondorf wurde 1886/87 die Villa Thelen errichtet, in der die schwedische Königin Sophie mehrfach residierte. 1900 ging das Gebäude in den Besitz der Franziskanerinnen über, die hier das Kloster St. Josef einrichteten und eine Höhere Töchterschule mit Internat betrieben. Anfänglich hatte sie 26, fünf Jahre später bereits 94 Schülerinnen.:285 1907 entstand ein neuer Flügel an der Bismarckstraße, 1914 wurde die Anstalt als Lyzeum anerkannt:286. Nach dem Zweiten Weltkrieg wurden die Klostergebäude von amerikanischen und 1948/49 – zum Betrieb einer Schule – von belgischen Besatzungstruppen beschlagnahmt, seit 1951 dienen sie wieder als Unterkunft der Klosterschule. 1961 wurde das Internat geschlossen, die Schule 1979 mit Einführung der Koedukation in eine Realschule umgewandelt. Nach dem Zweiten Weltkrieg kam die oberhalb von Bondorf gelegene Villa Heckenfels unter Beschlagnahme der von Jean-Baptiste Piron angeführten belgischen Streitkräfte, ab 1949 diente sie als Residenz des stellvertretenden britischen Hohen Kommissars (Christopher Steel).

## Kultur und Sehenswürdigkeiten
Am Nordrand von Bondorf befindet sich das 1905/06 errichtete Feuerschlößchen mit dem Siebengebirgsgymnasium. Bondorf richtet gemeinsam mit dem Ortsteil Rommersdorf jährlich die Annakirmes aus.